# Kanon Suzuki
Kanon Suzuki (鈴木 香音 Suzuki Kanon), född 5 augusti 1998 i Aichi prefektur, Japan, är en japansk sångerska  som mellan åren 2011–2016 var medlem i musikgruppen Morning Musume.

## Karriär
Suzuki blev medlem i Morning Musume och Hello! Project den 2 januari 2011 tillsammans med Mizuki Fukumura, Erina Ikuta och Riho Sayashi som en del av den nionde generationen. Suzukis debutsingel, "Maji Desu ka Ska!", släpptes den 6 april 2011.
I oktober 2011 deltog Suzuki i musikalen och singeln "Reborn ~Inochi no Audition~" tillsammans med Risa Niigaki, Reina Tanaka, Haruka Kudo samt de andra medlemmarna i den nionde generationen.
I januari 2012 spelade hon rollen som "Mei Otsuka" i Hello! Project-dramat Suugaku Joshi Gakuen.
Den 31 maj 2016 tog hon examen från Morning Musume och Hello! Project i Nippon Budokan arena.

## Gruppmedlemskap
- Morning Musume (2011–2016)
- Hello! Project Mobekimasu (2011–2013)

## Filmografi
- 2011 Greeting ~Suzuki Kanon~
- 2011 Reborn ~Inochi no Audition~ (musikal)
- 2012 Suugaku Joshi Gakuen
- 2012 Stacey's Shoujo Saisatsu Kageki

## Fotoböcker
- Morning Musume Kyuukies & Jyuukies 1st Official Photo Book (2012-09-10)